# Paul-Henri Gaschignard
Paul-Henri Marie Joseph Charles Eugène Gaschignard (* 16. Februar 1923 in Héric; † 17. Januar 2016 in Saint-Rémy-lès-Chevreuse) war ein französischer Diplomat.

## Leben
Paul-Henri Gaschignard studierte von 1941 bis 1944 Rechtswissenschaften in Rennes. Danach gehörte er der 2e division blindée in Paris an. Von 1946 bis 1949 besuchte er die École nationale d’administration.
Gaschignard arbeitete anschließend unter General Augustin Guillaume in der Zivilverwaltung von Französisch-Marokko, bis zur Unabhängigkeit Marokkos 1956. Nach einem halben Jahr in der Wirtschaftsdirektion des Außenministeriums wechselte er als Botschaftssekretär nach Südafrika. Von 1960 bis 1961 war er als Nummer zwei der französischen Botschaft in Ghana tätig. Gaschignard gehörte ab 1963 der ständigen Vertretung Frankreichs bei den Vereinten Nationen in New York an. Er hatte einen Sitz in der Kommission für nicht-selbstverwaltete Gebiete. 1969 kehrte er ins Außenministerium in Paris zurück, in dessen Afrika-Direktion er sich mit den ehemals französischen Territorien beschäftigte.
Am 13. November 1972 wurde Paul-Henri Gaschignard als Nachfolger von Claude-François Rostain französischer Botschafter in Niger. In seine Amtszeit fielen Verhandlungen mit dem nigrischen Staatspräsidenten Hamani Diori, der eine höhere Gewinnbeteiligung seines Landes an dem vom Frankreich dominierten Uranabbau anstrebte, und Dioris Sturz durch einen Militärputsch, gegen den Frankreich nicht intervenierte. Nachdem Peru die diplomatischen Beziehungen zu Frankreich wegen dessen Kernwaffentests im Pazifik, die für ein Erdbeben verantwortlich gemacht wurden, im Juli 1973 abgebrochen hatte, wurden diese mit der Bestellung Paul-Henri Gaschignards zum neuen Botschafter in Peru am 17. November 1975 wieder aufgenommen. Sein Nachfolger in Niger wurde mit 26. November 1975 Henri Costilhes. Am 21. April 1980 wurde Jean Bouchaud anstelle von Gaschignard Botschafter in Peru. Für Gaschignard folgte 1980 die Bestellung zum stellvertretenden Kommandanten Frankreichs bei der Alliierten Kommandantur in Berlin. 1985 leitete er die französische Delegation zur Konferenz über Sicherheits- und Vertrauensbildende Maßnahmen und Abrüstung in Europa (KVAE). Zuletzt war er im Außenministerium in Paris für die Terrorismusbekämpfung zuständig.
Gaschignard ging 1986 in den Ruhestand. Im Alter betätigte er sich als Heimatforscher zu seinem Geburtsort Héric. Er starb mit 92 Jahren und wurde am Friedhof von Héric bestattet.

## Ehrungen
- Offizier der Ehrenlegion
- Offizier des Ordre national du Mérite[6]